# FK Sloboda Tuzla
Pour les articles homonymes, voir Sloboda (homonymie).
Maillots
Actualités
Fudbalski klub Sloboda Tuzla (serbo-croate cyrillique : Фудбалски клуб Слободa Tyзла ; français : Le club de foot du Sloboda Tuzla) est un club de football professionnel bosnien basé à Tuzla , en Bosnie-Herzégovine et évoluant en Premijer Liga . La traduction française du nom de l'équipe est Le club libre de Tuzla .
Le club est membre de l' Association de football de Bosnie-Herzégovine et est actif dans la Première division de Bosnie-Herzégovine (Premijer Liga) depuis sa création, à l'exception d'un séjour de deux ans dans la Première Ligue de la fédération de Bosnie-Herzégovine (deuxième division), après que le club y ait été relégué lors de la saison de Premier Ligue 2011-2012 .
Sloboda a été promu en Premijer Liga lors de la saison 2013-2014 de la Première Ligue de la fédération de Bosnie-Herzégovine et joue depuis dans la première division du pays.

## Historique
- 1919 : fondation du club
- 1977 : 1re participation à une Coupe d'Europe (C3, saison 1977/78)

### Fondation
Le FK Sloboda Tuzla a été fondé en 1919 dans le cadre de la Labor Sport Society Gorki , du nom du grand poète socialiste russe Maxim Gorky . Le club de football et la société ouvrière étaient populaires dans une large partie du public sportif de Tuzla et au-delà. Le club a été formé à l'initiative de la branche de Tuzla du parti communiste de Yougoslavie nouvellement formé , sous l'influence des idées de la révolution d'Octobre de 1917 et des mouvements révolutionnaires en Yougoslavie et en Bosnie-Herzégovine en tant que partie intégrante. [ citation nécessaire ]
Après le premier congrès d'unification et la création du Parti Socialiste Ouvrier (Communistes) en Yougoslavie qui a eu lieu à Vukovar , Croatie en 1919, la première conférence de l'organisation municipale de Tuzla de la Ligue des Communistes de Yougoslavie a eu lieu le 17 octobre 1919 à Tuzla. Le conseil du parti élu décide le même jour de commencer par la formation d'une société sportive ouvrière. La fondation officielle du club a eu lieu fin octobre 1919 et le rassemblement a été dirigé par Jovo Sretenović, Mato Vidović, Safet Hadžiefendić, Ljubko Simić, Niko Trifković et Petar Dugonjić.
Les hommes élus au premier conseil d'administration du club étaient : Leonard Bancher, Mato Vidović, Niko Trifković, Stjepan Brkljačić et Alfred Puhta, Mijo Cuvaj et Ahmed Mandžić, Franto Bauzek (serrurier), Emil Kranjčec, Jakov Čurić et Petar Dugonjić, Franjo Miškovski, Safet Hadžiefendić, August Mot et Karlo Schwartz. L'origine du nom original de la société sportive, Gorki , a été expliquée par Petar Dugonjić :
Lors des derniers préparatifs de la réunion d'organisation, il a été suggéré que le club soit nommé Sokolović , d'après Mićo Sokolović , un militant des droits des travailleurs connu. Puis Mitar Trifunović remarqua : "Les gens, peu sauront que nous avons nommé le Club d'après notre Mića. La plupart penseront à Mehmed-paša Sokolović ". Le pratique Franjo Rezač a insisté pour que nous allions à la réunion avec une suggestion de nom concrète. Mitar Trifunović a alors déclaré: "Si personne ne s'y oppose, je suggérerais que le club porte le nom de Maxim Gorky". Je m'en souviens bien. Ensuite, le nom a été accepté avec enthousiasme lors de la réunion.
Le premier siège du club était dans la rue Rudarska à Tuzla, non loin de Skver est aujourd'hui. Ensuite, le siège a déménagé dans le bâtiment de la Banque juive, puis au Grand Hôtel, puis de nouveau dans la rue Rudarska. Les jeux ont été joués sur deux terrains - le premier s'appelait le terrain de jeu communiste entre ce qui sont aujourd'hui les lycées chimiques et mécaniques et le second était le terrain où se trouvent les écoles primaires de Braća Ribar. [ citation nécessaire ]
Tous les joueurs étaient des ouvriers et la première équipe de Gorki comptait les joueurs suivants : Mirko Veseli, Peri Mot, Karlo Krejči, Santo Altarac, Ivica Šifer, Franto Bauzek, Mijo Josić, Lorenc Ajhberger, Vili Zaboš, Slavko Zafani, Ahmed Mandžić, Alfred Puhta, Jozo Vikić, Malaga Mustačević, Dragoslav Stakić et plusieurs autres. L'entraîneur était Brato Gamberger, ancien joueur du HŠK Zrinjski.
Le club a principalement joué contre d'autres clubs de football de Tuzla. À savoir, au moment de la formation du FK Gorki, il y avait trois autres clubs de football à Tuzla, Zrinjski , Obilić et Makabi , basés autour de la population croate, serbe et juive de Tuzla. En 1921, le club bosniaque Bura a également été formé. Contrairement à ces clubs confessionnels, le FK Gorki était multinational et acceptait les membres de toutes les confessions et ethnies. [ citation nécessaire ]
Il est important de noter que le terrain officiel de Tuzla à cette époque était le terrain de HŠK Zrinjski construit en 1928 sur la route de Solina depuis Brčanska Malte avec l'aide de Kalman Liska, marchand de bois et président de HŠK Zrinjski.

### FK Sloboda
En 1924, en raison de l'interdiction des activités communistes dans tout le pays, FK Gorki a été interdit par le gouvernement du royaume des Serbes, Croates et Slovènes sous les ordres de l'infâme Obznana . Il y a eu une tentative de former un autre club de travailleurs, appelé Hajduk , mais cela a également été interdit en 1924. [ citation nécessaire ]

#### Fondation et activité entre 1927 et 1941
Grâce à la persévérance des militants syndicaux, le 20 novembre 1927, la société travailliste culturelle et sportive Sloboda (bosniaque : Radničko-kulturno sportsko društvo Sloboda) a été créée à Tuzla. La société avait initialement quatre sections : Sports, Tamburica , Chœur et Théâtre amateur. La première équipe de la section sportive était : Karlo Mot, Nikola Kemenc, Suljo Nezirović, Alfred Puhta, Safet et Ešo Isabegović, Oto et Ivica Milinović, Josip Leder et Muho Mujezinović, Karlo Schwartz, Vlado Mileusnić, Jozo Kemenc, Rihard Žlebnik, Mujo Begić et bien d'autres.
Au début de 1928, la section sportive devient indépendante et se rebaptise RSK Sloboda . Bien qu'officiellement sous l'influence des sociaux-démocrates, les communistes continuent d'avoir une influence substantielle dans le club, il s'agit donc d'une continuation du FK Gorki autrefois interdit. C'est la raison pour laquelle l'année de fondation est toujours considérée comme 1919, l'année de la formation de Gorki et non 1928. Le premier match joué par le nouveau club était contre le FK Solvaj de Lukavac. En raison de l'arrêt de plusieurs autres clubs de football de Tuzla, comme Obilić nad Bura, de nombreux joueurs ont été transférés à Sloboda et en 1928, il avait une équipe formidable composée des joueurs suivants : Asim Mulaosmanović, Muho Mujeznović, Dejan Vujasinović, Mujko Mešković, Meša Selimović, Abdurahman Mujezinović Smrt, Vlado Mileusnić, Karlo Mot, Ivan Majer et d'autres. C'est un fait très intéressant que Mehmed Meša Selimović, l'un des plus grands écrivains bosniaques de tous les temps, ait joué à Sloboda à cette époque. [ citation nécessaire ]

#### Refondation en RSFY et montée au sommet 1945–1992
Un match de la saison de la deuxième Ligue yougoslave 1961–62 entre le match entre Maribor et Sloboda le 3 décembre 1961.
À l'époque de l' ex-Yougoslavie , le FK Sloboda était actif dans la Première Ligue yougoslave et l'équipe a eu beaucoup de succès, bien qu'elle n'ait jamais remporté le titre. Le meilleur résultat a été obtenu en 1977 lorsque le FC Sloboda s'est qualifié pour la coupe UEFA 1977–78. Malheureusement, Las Palmas d'Espagne était plus fort, 5-0 en Espagne pour Las Palmas et 4-3 pour le FK Sloboda à Tuzla. C'est un club avec une histoire très riche en ex-Yougoslavie donnant de nombreuses stars telles que Mesud Nalić, Omer Jusić , Rizah Mešković , Mersed Kovačević, Fuad Mulahasanović , Ismet Hadžić , Dževad Šećerbegović , Mustafa Hukić, Midhat Memišević ainsi que de jeunes joueurs membres de l'équipe nationale U-20 tels que Isanović, Ćulumarević, Milošević, Hajrulahović, Jogunčić. [ citation nécessaire ]

### Première Ligue bosnienne 1993-2000
En 1991, Sloboda devait être relégué de la 1ère ligue yougoslave, mais après que les équipes croates et slovènes aient quitté la 1ère ligue yougoslave, Sloboda était là pour la saison 1992 mais a quitté la ligue avec Željezničar, Sarajevo et Velež après l'éclatement de la guerre. Jusqu'en 2000, Sloboda a joué la Première Ligue de la NFSBiH, après 2000, Sloboda a joué la Premier League de Bosnie-Herzégovine.
La saison 1994–1995 était la première saison de la Première Ligue bosniaque, Sloboda a remporté le groupe Tuzla mais a perdu au premier tour de barrage de Bosna Visoko et a atteint la finale de la Coupe nationale, mais a perdu contre Čelik Zenica.
La saison prochaine, Sloboda a remporté la troisième place de la Ligue, le meilleur buteur était Nedim Omerović avec 17 buts, la même chose se reproduit en Coupe, perdant contre Čelik.
Au cours de la saison 1996–1997, Sloboda a décliné et a terminé dixième de la Première Ligue. Au cours de la saison 1997–1998, Sloboda a raté les éliminatoires du championnat avec les équipes croates de 3 points.
La saison 1998–1999 a été mouvementée, à la fin de la première moitié du championnat, Sloboda était dans la zone de relégation, l'hiver Mustafa Hukić a pris le contrôle du club et a remporté un grand succès en atteignant la cinquième place.
La saison 1999-2000 a commencé avec d'énormes attentes, les fans s'attendaient à de grandes choses, mais le 7 août, le manager de Sloboda Mustafa Hukić est décédé dans un accident de voiture, et Sloboda s'est retrouvé à la 7e place et finaliste dans 3 finales par équipe de la Coupe nationale.
Nombre de grands joueurs ont joué pour l'équipe au cours de ces années, tels que Vedin Musić , Muhamed Konjić , Sakib Malkočević, Nedim Omerović.

### Premier League, déclin et relégation 2000-2012

#### Première ligue de la FBiH (2e niveau du football bosniaque), de retour dans l'élite depuis 2014
Après 42 ans, Sloboda a été relégué des premières divisions (y compris le football yougoslave et bosnien) à la première ligue de la FBiH lors de la saison 2011-12 de la Premier League de Bosnie-Herzégovine . Ils sont revenus après leur 2e saison de relégation. Lors de leur première saison après être revenus au premier rang (2014-15), Sloboda a terminé à la 8e place, enregistrant la 2e meilleure performance de la partie printanière de la saison (8–4–3).
Sloboda était le leader de la ligue de la première partie de la saison 2015-2016 de la Premier League bosniaque . Jusqu'en mars 2016, l'équipe était sur une séquence de 18 matchs sans défaite en Premier League de Bosnie-Herzégovine depuis le 18 novembre 2015. Le club a pris la 2e place de la ligue cette saison-là, réussissant également à remporter la finale de la Coupe de Bosnie qui a été perdue par Radnik Bijeljina (11 mai - Tuzla : 1–1, 18 mai – Bijeljina : 0–3).
La saison 2016-17 a été suivie de turbulences. Le conseil d'administration du club a changé lorsque Azmir Husić a décidé de quitter le siège de président en septembre et a été remplacé par Senad Mujkanović. Le club a pris la 5e place du championnat à la fin. Cette saison a laissé aux fans des souvenirs de l'un des meilleurs retours lorsque Sloboda a accueilli Zrinjski Mostar le 19 novembre 2016. Zrinski avait 3-0 après 51 minutes, mais l'équipe basée à Tuzla a réussi à égaliser le match à la fin en seulement 18 minutes. minutes.
La saison de championnat 2017-2018 était entière à oublier lorsque le club a pris la 10e position, juste une place au-dessus de la zone de relégation. Cependant, lors de la Coupe de Bosnie 2017-2018 , sous la direction de l'entraîneur de l'époque Slavko Petrović , Sloboda s'est rendu jusqu'en demi-finale , perdant 4-1 au total face au vainqueur éventuel, Željezničar . 
Le 29 mars 2019, le président du club, Senad Mujkanović, a quitté Sloboda et Sead Kozlić a été nommé président du nouveau club.  Pas même sept mois après que Kozlić a été nommé nouveau président, le 15 octobre 2019, Kozlić a décidé de démissionner de son poste,  tandis que le lendemain, 16 octobre, Elmir Šećerbegović est devenu le nouveau FK Sloboda Tuzla président du club. 

## Supporters
Les supporters de l'équipe locale du Stadion Tušanj , connus sous le nom de Fukare Tuzla , ont été créés en 1987. Le nom provient de Red-Black Killers au début des années 1970.

## Rivalité
Le principal rival de Sloboda est Tuzla City , l'autre équipe de la ville de Tuzla . Le premier match a été joué le 11 août 2018, lorsque Tuzla City était l'hôte. Sloboda a remporté ce match 1-0.  La première victoire du derby de Tuzla City est survenue le 31 août 2019, qui s'est terminée 2-1 en faveur du jeune club de Tuzla. 

## Bilan sportif

### Palmarès
- Coupe de Yougoslavie
  - Finaliste : 1971

- Championnat de Bosnie-Herzégovine
  - Vice-champion : 2016

- Coupe de Bosnie-Herzégovine
  - Finaliste : 2000, 2008, 2009 et 2016

- Coupe de la fédération de Bosnie-et-Herzégovine
  - Finaliste : 1995, 1996 et 1998

### Bilan européen
Note : dans les résultats ci-dessous, le score du club est toujours donné en premier
| Saison    | Compétition     | Tour           | Club             | Domicile | Extérieur | Total             |
| --------- | --------------- | -------------- | ---------------- | -------- | --------- | ----------------- |
| 1977-1978 | Coupe UEFA      | Premier tour   | UD Las Palmas    | 4 - 3    | 0 - 5     | 4 - 8             |
| 2003      | Coupe Intertoto | Premier tour   | KA Akureyri      | 1 - 1    | 1 - 1 ap  | 2 - 2 (3 - 2 tab) |
| 2003      | Coupe Intertoto | Deuxième tour  | Lierse SK        | 1 - 0    | 1 - 5     | 2 - 5             |
| 2004      | Coupe Intertoto | Premier tour   | NK Celje         | 1 - 0    | 1 - 2     | 2E - 2            |
| 2004      | Coupe Intertoto | Deuxième tour  | Spartak Trnava   | 0 - 1    | 1 - 2     | 1 - 3             |
| 2016-2017 | Ligue Europa    | Premier tour Q | Beitar Jérusalem | 0 - 0    | 0 - 1     | 0 - 1             |

Légende
- Victoire ou qualification pour le tour suivant
- Match nul
- Défaite ou élimination de la compétition

## Anciens joueurs
- Said Husejinović
- Petar Jovanović
- Mirsad Kovačević
- Rizah Mešković